# 깊은밤을 날아서
《깊은 밤을 날아서》는 1987년 발표된 이문세의 노래이다.
1. ↑  김용운 (2011년 3월 21일). “양요섭 "`깊은 밤을 날아서` 리메이크하고 싶다"”. 이데일리. 2025년 7월 12일에 확인함.